# Fistulina spiculifera
Fistulina spiculifera är en svampart som först beskrevs av Mordecai Cubitt Cooke, och fick sitt nu gällande namn av D.A. Reid 1963. Fistulina spiculifera ingår i släktet Fistulina och familjen Fistulinaceae.   Inga underarter finns listade i Catalogue of Life.